# 我心中尚未崩壞的部分
〈我心中尚未崩壞的部分〉是香港歌手黃妍的單曲，於2020年11月6日由香港索尼音樂作數位發行。歌曲推出後獲得熱烈回響，成為903專業推介與Chill Club 推介兩台冠軍歌，並最高登上新城勁爆流行榜第3位。歌曲名稱源自日本文學作家白石一文的同名小說，黃妍亦在錄製前先看過這本作品以演譯歌曲。

## 歌曲列表
| 線上下載 串流媒體 | 線上下載 串流媒體    | 線上下載 串流媒體 |
| 曲序              | 曲目                 | 时长              |
| ----------------- | -------------------- | ----------------- |
| 1.                | 我心中尚未崩壞的部分 | 3:26              |

## 製作團隊
資料來自〈我心中尚未崩壞的部分〉的音樂錄影帶於YouTube的說明文字。
- 作曲：黃妍、林家謙
- 填詞：周耀輝、王樂儀
- 編曲 : 林家謙
- 監製：Edward Chan、林家謙
- 演唱：黃妍

## 榜單
| 週榜單（2020年－21年）  | 最高 名次 |
| ----------------------- | --------- |
| 香港（903專業推介）     | 1         |
| 香港（中文歌曲龍虎榜）  | 11        |
| 香港（新城勁爆流行榜）  | 3         |
| 香港（Chill Club 推介） | 1         |

## 資料來源
1. ↑  . Story Teller. 2020-11-19  [2021-05-06]. （原始内容存档于2021-05-07）.
2. ↑  . Cath Wong黃妍於YouTube. 2020-12-03  [2021-05-05]. （原始内容存档于2021-06-29）.
3. ↑  . 檸音樂. 2021-01-23  [2021-05-06]. （原始内容存档于2021-05-06）.
4. ↑  . 檸音樂. 2020-11-28  [2021-05-06]. （原始内容存档于2021-05-06）.
5. ↑  . 檸音樂. 2020-12-19  [2021-05-06]. （原始内容存档于2021-05-07）.
6. ↑  . ViuTV於Facebook. 2021-02-01  [2021-05-06].